# Мировая лига по хоккею на траве среди женщин 2014/15
Мировая лига по хоккею на траве среди женщин 2014/15 — 2-й розыгрыш турнира по хоккею на траве среди женских сборных команд. В турнире, проводившемся под эгидой ФИХ, участвовала 53 сборных команды. Турнир начался 21 июня 2014 года в Сингапуре, проходил в 13 городах разных стран мира. Финальный раунд турнира прошёл с 5 по 13 декабря 2015 в городе Росарио (Аргентина).
Турнир также являлся квалификационным соревнованием для участия в хоккейных соревнованиях на Олимпийских играх 2016, которые пройдут с 7 по 20 августа 2016 в городе Рио-де-Жанейро (Бразилия). Квалификацию получали команды, прошедшие в два полуфинальных раунда Мировой лиги (состоялись c 10 по 21 июня 2015 в испанском городе Валенсия и c 20 июня по 5 июля 2015 в бельгийском городе Брассхаат) и занявшие в них 6 наиболее высоких мест, исключая сборную страны-хозяйки Олимпийских игр (сборную Бразилии), а также 5 сборных команд, ставших победителями своих континентальных чемпионатов.

## Квалификация на турнир
Каждая национальная федерация, член ФИХ, получила возможность отправить свою сборную участвовать в турнире, и после различных уточнений было объявлено, что в турнире примет участие 53 команды.
Одиннадцать команд, имеющие в рейтинге ФИХ (по состоянию на 10 декабря 2013 года) места с 1-го по 11-е, получили автоматическую путёвку в полуфинальный раунд турнира. Следующие восемь команд, имеющие в рейтинге ФИХ места с 12-го по 19-е, получили автоматическую путёвку во 2-й раунд турнира. Сборная Шотландии, хотя и имела 19-й рейтинг, приняла участие своими основными игроками в составе сборной Великобритании, как на квалификациях к Олимпиадам и самих Олимпийских играх, уступив своё место имеющей 20-й рейтинг сборной России. В итоге 19 команд, проходящие напрямую во 2-й или полуфинальный раунды, с их местами в рейтинге ФИХ, следующие:
| - Нидерланды (1) - Аргентина (2) - Новая Зеландия (3) - Великобритания (4) - Германия (5) - Австралия (6) - Китай (7) - Республика Корея (8) - Япония (9) - США (10) - ЮАР (11) | - Индия (12) - Бельгия (13) - Ирландия (14) - Испания (15) - Азербайджан (16) - Италия (17) - Чили (18) - Россия (20) |

## Результаты соревнований

### 1-й раунд
| Даты Город и страна проведения                 | Команды                                                                | Команды, проходящие во 2-й раунд | Команды, проходящие во 2-й раунд           |
| Даты Город и страна проведения                 | Команды                                                                | Коли- чество                     | Команды                                    |
| ---------------------------------------------- | ---------------------------------------------------------------------- | -------------------------------- | ------------------------------------------ |
| 21—26 июня 2014 Сингапур                       | Гонконг Казахстан Малайзия Мьянма Сингапур Шри-Ланка Таиланд           | 4                                | Малайзия Казахстан Таиланд Сингапур        |
| 27—29 июня 2014 Шяуляй (Литва)                 | Беларусь Литва Польша Украина                                          | 3                                | Беларусь Украина Литва                     |
| 5—7 сентября 2014 Градец-Кралове (Чехия)       | Австрия Чехия Франция Турция                                           | 3                                | Франция Австрия Чехия                      |
| 5—7 сентября 2014 Найроби (Кения)              | Гана Кения Танзания                                                    | 1                                | Кения                                      |
| 11—14 сентября 2014 Гвадалахара (Мексика)      | Канада Гватемала Мексика Перу                                          | 2                                | Канада Мексика                             |
| 30 сентября — 5 октября 2014 Кингстон (Ямайка) | Барбадос Доминиканская Республика Ямайка Пуэрто-Рико Тринидад и Тобаго | 2                                | Тринидад и Тобаго Доминиканская Республика |
| 6—11 декабря 2014 Сува (Фиджи)                 | Фиджи Папуа — Новая Гвинея Самоа Вануату                               | 1                                | Фиджи                                      |

### 2-й раунд
| Даты Город и страна проведения          | Команды, квалифицированные для участия | Команды, квалифицированные для участия | Команды, квалифицированные для участия                           | Команды, проходящие в полуфинальные раунды | Команды, проходящие в полуфинальные раунды |
| Даты Город и страна проведения          | Страна, где проводится соревнование    | По рейтингу ФИХ                        | Прошедшие из 1-го раунда                                         | Коли- чество                               | Команды                                    |
| --------------------------------------- | -------------------------------------- | -------------------------------------- | ---------------------------------------------------------------- | ------------------------------------------ | ------------------------------------------ |
| 14–22 февраля 2015 Монтевидео (Уругвай) | Уругвай                                | Азербайджан Италия                     | Доминиканская Республика Франция Кения Мексика Тринидад и Тобаго | 3                                          | Италия Уругвай Азербайджан                 |
| 7–15 марта 2015 Нью-Дели (Индия)        | Индия                                  | Россия                                 | Гана Казахстан Малайзия Польша Шри-Ланка1 Таиланд                | 2                                          | Индия Польша                               |
| 14–22 марта 2015 Дублин (Ирландия)      | Ирландия                               | Чили                                   | Австрия Беларусь Канада Литва Турция1 Украина                    | 2                                          | Ирландия Канада                            |

↑  – Сборные Чехии и Сингапура снялись с участия в турнире после 1-го раунда и во 2-м раунде их заменили сборные Турции и Шри-Ланки.

### Полуфинальный раунд
| Даты Город и страна проведения            | Команды, квалифицированные для участия | Команды, квалифицированные для участия                      | Команды, квалифицированные для участия | Команды, проходящие в финал | Команды, проходящие в финал                          |
| Даты Город и страна проведения            | Страна, где проводится соревнование    | По рейтингу ФИХ                                             | Прошедшие из 2-го раунда               | Коли- чество                | Команды                                              |
| ----------------------------------------- | -------------------------------------- | ----------------------------------------------------------- | -------------------------------------- | --------------------------- | ---------------------------------------------------- |
| 10–21 июня 2015 Валенсия (Испания)        | Испания                                | Аргентина Великобритания Германия Китай США ЮАР             | Ирландия Канада Уругвай                | 4                           | Великобритания Китай Германия Аргентина              |
| 20 июня – 5 июля 2015 Брассхаат (Бельгия) | Бельгия                                | Австралия Нидерланды Новая Зеландия Республика Корея Япония | Индия Италия Польша Франция2           | 4                           | Австралия Нидерланды Новая Зеландия Республика Корея |

↑  – Сборная Азербайджана снялась с участия в турнире и сборная Франции заняла её место.

### Финальный раунд
| Даты Город и страна проведения          | Команды, квалифицированные для участия | Команды, квалифицированные для участия                                             |
| Даты Город и страна проведения          | Страна, где проводится соревнование    | Прошедшие из полуфиналов                                                           |
| --------------------------------------- | -------------------------------------- | ---------------------------------------------------------------------------------- |
| 5 – 13 декабря 2015 Росарио (Аргентина) | Аргентина                              | Австралия Великобритания Германия Китай Нидерланды Новая Зеландия Республика Корея |

## Итоговая таблица
Данные по тем сборным, которые уже выбыли из розыгрыша Мировой лиги в 1-м, 2-м и полуфинальном раундах; баллы в рейтинге ФИХ показаны согласно рейтингу ФИХ на 6 июля 2014. До опубликования очередного рейтинга ФИХ (ожидается в конце 2015 после окончания финального раунда) у команд, прошедших в финальный раунд, баллы отсутствуют, но сами команды показаны в этой таблице.
| Место                                        | Сборная                  | Баллы в рейтинг ФИХ |
| -------------------------------------------- | ------------------------ | ------------------- |
|                                              | Австралия                |                     |
|                                              | Аргентина                |                     |
|                                              | Великобритания           |                     |
|                                              | Германия                 |                     |
|                                              | Китай                    |                     |
|                                              | Нидерланды               |                     |
|                                              | Новая Зеландия           |                     |
|                                              | Республика Корея         |                     |
| выбывшие в полуфинальном раунде Мировой лиги |                          |                     |
| 9                                            | США                      | 200                 |
| 10                                           | Индия                    | 215                 |
| 11                                           | Испания                  | 180                 |
| 12                                           | Япония                   | 170                 |
| 13                                           | Бельгия                  | 160                 |
| 14                                           | ЮАР                      | 150                 |
| 15                                           | Ирландия                 | 165                 |
| 16                                           | Италия                   | 155                 |
| 17                                           | Канада                   | 145                 |
| 18                                           | Польша                   | 115                 |
| 19                                           | Уругвай                  | 110                 |
| 20                                           | Франция                  | 130                 |
| выбывшие во 2-м раунде Мировой лиги          |                          |                     |
| 21                                           | Чили                     | 100                 |
| 22                                           | Малайзия                 | 120                 |
| 23                                           | Беларусь                 | 115                 |
| 24                                           | Таиланд                  | 85                  |
| 25                                           | Мексика                  | 80                  |
| 27                                           | Россия                   | 70                  |
| 28                                           | Австрия                  | 65                  |
| 29                                           | Казахстан                | 60                  |
| 30                                           | Тринидад и Тобаго        | 81                  |
| 31                                           | Литва                    | 52                  |
| 32                                           | Украина                  | 48                  |
| 33                                           | Доминиканская Республика | 45                  |
| 34                                           | Гана                     | 42                  |
| 35                                           | Кения                    | 64                  |
| 36                                           | Сингапур                 | 36                  |
| 37                                           | Турция                   | 34                  |
| далее — без мест в Мировой лиге              |                          |                     |
|                                              | Барбадос                 | 25                  |
|                                              | Папуа — Новая Гвинея     | 25                  |
|                                              | Шри-Ланка                | 25                  |
|                                              | Вануату                  | 20                  |
|                                              | Гана                     | 20                  |
|                                              | Гонконг                  | 20                  |
|                                              | Перу                     | 20                  |
|                                              | Пуэрто-Рико              | 18                  |
|                                              | Ямайка                   | 17                  |
|                                              | Гватемала                | 15                  |
|                                              | Мьянма                   | 15                  |
|                                              | Самоа                    | 15                  |
|                                              | Танзания                 | 15                  |
|                                              | Фиджи                    | 15                  |
|                                              | Чехия                    | 15                  |